# Lacmellea aculeata
Lacmellea aculeata är en oleanderväxtart som först beskrevs av Adolpho Ducke, och fick sitt nu gällande namn av Monachino. Lacmellea aculeata ingår i släktet Lacmellea och familjen oleanderväxter. Inga underarter finns listade i Catalogue of Life.